# Poupry
Poupry és un municipi francès, situat al departament de l'Eure i Loir i a la regió de Centre – Vall del Loira. L'any 2007 tenia 103 habitants.

## Demografia

### Població
El 2007 la població de fet de Poupry era de 103 persones. Hi havia 44 famílies, de les quals 12 eren unipersonals (8 homes vivint sols i 4 dones vivint soles), 8 parelles sense fills, 20 parelles amb fills i 4 famílies monoparentals amb fills.
La població ha evolucionat segons el següent gràfic:
Habitants censats

### Habitatges
El 2007 hi havia 57 habitatges, 43 eren l'habitatge principal de la família, 4 eren segones residències i 10 estaven desocupats. 55 eren cases i 2 eren apartaments. Dels 43 habitatges principals, 33 estaven ocupats pels seus propietaris, 9 estaven llogats i ocupats pels llogaters i 1 estava cedit a títol gratuït; 3 tenien dues cambres, 10 en tenien tres, 8 en tenien quatre i 22 en tenien cinc o més. 36 habitatges disposaven pel capbaix d'una plaça de pàrquing. A 22 habitatges hi havia un automòbil i a 16 n'hi havia dos o més.

### Piràmide de població
La piràmide de població per edats i sexe el 2009 era:
| Homes | Edats   | Dones |
| ----- | ------- | ----- |
| 0     | 95 o +  | 0     |
| 0     | 90 a 94 | 1     |
| 1     | 85 a 89 | 1     |
| 1     | 80 a 84 | 0     |
| 3     | 75 a 79 | 3     |
| 3     | 70 a 74 | 2     |
| 3     | 65 a 69 | 7     |
| 3     | 60 a 64 | 1     |
| 3     | 55 a 59 | 2     |
| 2     | 50 a 54 | 4     |
| 3     | 45 a 49 | 1     |
| 1     | 40 a 44 | 5     |
| 8     | 35 a 39 | 3     |
| 4     | 30 a 34 | 7     |
| 4     | 25 a 29 | 3     |
| 4     | 20 a 24 | 2     |
| 2     | 15 a 19 | 1     |
| 4     | 10 a 14 | 0     |
| 3     | 5 a 9   | 2     |
| 5     | 0 a 4   | 8     |

## Economia
El 2007 la població en edat de treballar era de 56 persones, 41 eren actives i 15 eren inactives. Les 41 persones actives estaven ocupades(22 homes i 19 dones).. De les 15 persones inactives 6 estaven jubilades, 5 estaven estudiant i 4 estaven classificades com a «altres inactius».
Activitats econòmiques
Dels 4 establiments que hi havia el 2007, 2 eren d'empreses de construcció, 1 d'una empresa de transport i 1 d'una empresa d'hostatgeria i restauració.
Dels 2 establiments de servei als particulars que hi havia el 2009, 1 era una lampisteria i 1 restaurant.
L'any 2000 a Poupry hi havia 10 explotacions agrícoles que ocupaven un total de 940 hectàrees.

## Poblacions més properes
El següent diagrama mostra les poblacions més properes.